# Лемонье, Камиль

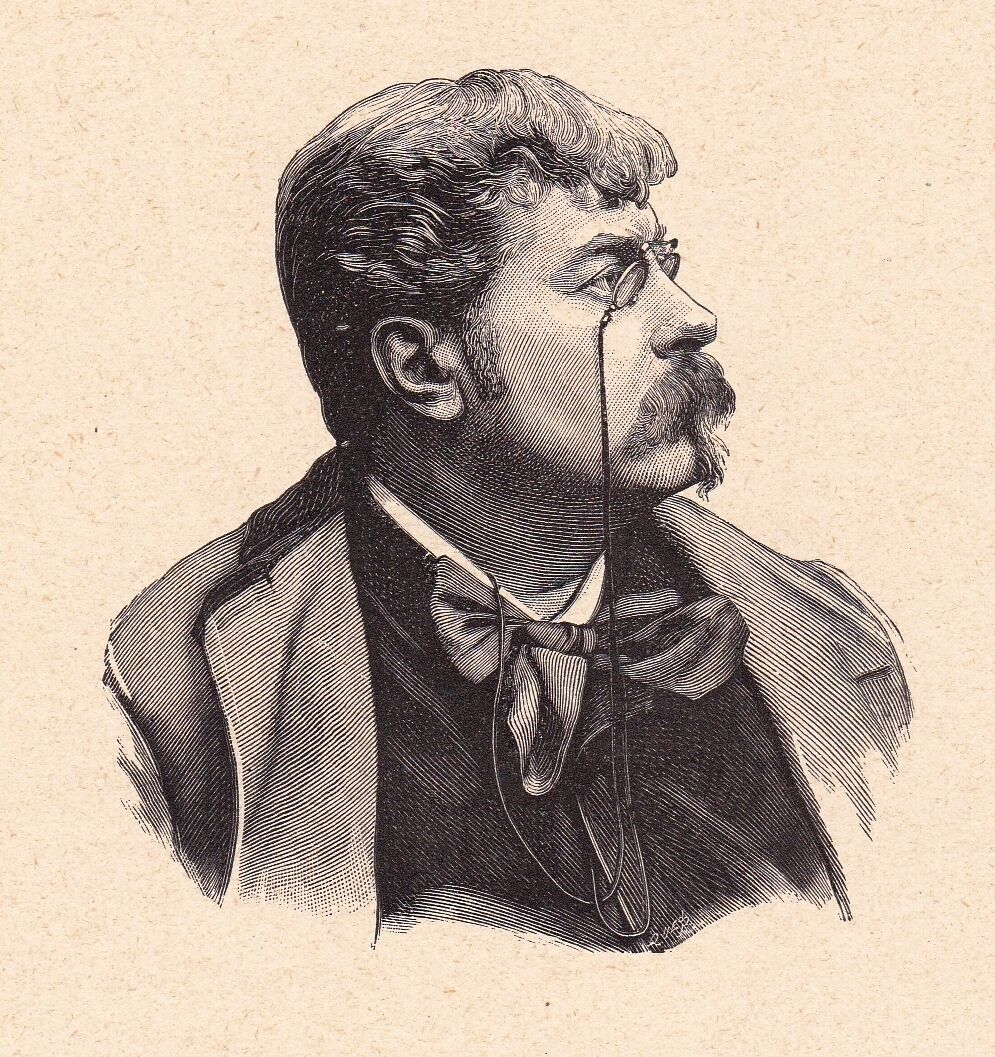
Бельгийский романист Камиль Лемонье. Около 1897 года

Камиль Лемонье (фр. Camille Lemonnier; 24 марта 1844 года, Иксель, Бельгия — 13 июля 1913 года, там же) — бельгийский писатель, искусствовед и критик. Один из организаторов по большей части символистской «Молодой Бельгии», при этом его известные произведения относят к реализму.

## Биография
Происходил из фламандской семьи. Окончил Брюссельский свободный университет.
Скончался в 1913 году в Икселе. Похоронен на кладбище Икселя в пригороде Брюсселя.

## Творчество
К. Лемонье — представитель франкоязычного натурализма. Свои произведения писал на французском языке.
В 19 лет вступил на литературный путь, опубликовав очерки о брюссельских художественных выставках. В 1868 году — среди основателей Свободного общества изящных искусств. В 1870 году присутствовал при битве у Седана. Написал репортаж «Седан» (1870). Он стал настоящим подвижником литературного труда, крупнейшим франкоязычным писателем-реалистом 1880—1900 годов. В 1881 году вместе с Октавом Маусом при участии Эмиля Верхарна и Эдмона Пикара организовал в Брюсселе издание журнала «Современное искусство» (L’Аrt modernе), на страницах которого отстаивал «социальное искусство» против лозунга «искусство для искусства», провозглашённого писателями общества «Молодая Бельгия».
Романист Камилл Лемонье — крупная фигура в литературе Бельгии 1880-х годов. Он превосходный мастер художественной прозы, язык его богат, метафоричен, выразителен. В творчестве Лемонье переплелись разные начала: романтизм, натуралистическое изображение быта и характеров и мистические мотивы («Тереза Моник», 1882; «Истеричка», 1885; «Жрицы любви», 1892). Ядро его творчества составляют романы с социальной проблематикой. Его называли «бельгийский Золя». Был широко известен при жизни. Его друзьями были А. Франс, А. Доде, Г. де Мопассан. Чтобы познакомиться с ним в Бельгию приезжал Стефан Цвейг. Его цитирует в предисловии к «Легенде о Тиле Уленшпигиле» Ромен Роллан. Вступление к роману Лемонье «Как я был мужчиной» написал А. Куприн.
Темы его произведений — вырождение буржуазной семьи («Конец буржуа», 1892), материальное и моральное оскудение дворянства («Аллали», 1906), одичание деревенских собственников («Мертвец», 1882), любовь, изуродованная нормативной моралью («Мадам Люпар», 1888; «Клодина Ламур», 1893). Лемонье верил в народ, «который несет в себе истину и справедливость», он разбирался в социальных противоречиях своего времени, предвидел «конец буржуа». Единственной возможностью преодоления этих противоречий считал постепенную эволюцию общества.
В своих многочисленных романах писатель выступает, прежде всего, натуралистом, изображая быт и нравы различных классов бельгийского общества: разлагающуюся буржуазию; деревенских кулаков; выродившихся помещиков; гибнущих от непосильной работы в шахтах рабочих; извращённых воспитанием молодых людей и чахнущих от скрытых болезней молодых девушек и т. п. Персонажи его романов нарисованы сочными красками. Он является ярким представителем радикальной мелкобуржуазной интеллигенции, протестующей против разрушительной работы крупного капитала, уничтожающего прежний уклад жизни, выбрасывающего на улицу, в ряды безработных и бездомных, мелких предпринимателей, рассеивающего их по лицу земли. Неоднократно находился под судом по обвинению в создании «безнравственных» произведений.
Его первые работы — искусствоведческие очерки «Брюссельская художественная выставка» (1863, вторая книга — 1866) и книга о П. П. Рубенсе «Наши фламандцы» (1869). «Фламандские и валлонские рассказы» (1873) посвящены селу. В романе «Самец» (1881) прославляются богатство природы и свобода инстинктов. Роман «Кровопийца» (1886) — о стихийном выступление бельгийских рабочих-металлургов против эксплуататоров. Ему принадлежит ряд монографий о Менье, Ропсе, Эмиле Клаусе и т. д. Он первый обнаружил талант Курбе, творчеству которого посвятил блестящий очерк, сразу обративший внимание и на критика, и на художника.
В романе «Ветрогон» (Le vent dans le moulin) автор идеализирует мелкое производство, где ремесленный труд может создать благоденствие общества и предохранить его от распада. Однако Лемонье чрезвычайно широко развёртывает своё художественное полотно, охватывая своим вниманием все слои буржуазного общества. Можно сказать, что он мыслил социологически, художественно изображая все отрицательные стороны буржуазного общества, где «жирные поедают тощих» («Les gras et les maigres»). Выход он видел в опрощении и в возвращении к первобытной простоте жизни («Adam et Ève», «Au coeur frais de la forêt»).
Произведения автора содержат также реалистичные и романтические элементы. Творческий путь Лемонье завершал произведением, в котором была воплощена мечта об идеальном естественном обществе («Адам и Ева», 1898) и посвященном идее жизни в органическом единстве с природой, как и роман «В прохладной чаще леса» (1900), который рисует идиллию полупервобытной общины. Последним произведением были «Воспоминанья писателя».
Изображен на бельгийской почтовой марке 1977 года.